# Дибковський Володимир Іванович
Дибковський Володимир Іванович  (12 липня 1836, м.Київ – 12 червня 1870, с.Гвоздів) – український вчений, лікар, один із основоположників фармакології серцево-судинної системи.

## Біографія
Володимир Дибковський народився у Києві 12 липня 1836 року в дворянській сім’ї. Початкову освіту здобув в Київській 2-й гімназії. В 1853 році вступив до Київського університету Св. Володимира на медичний факультет, котрий у 1858 році закінчив з відзнакою.
Після навчання був призначений батальйонним лікарем в Полтавський полк, але в цьому ж році переведений в Петербурзький сухопутний клінічний госпіталь, щоб мати змогу готуватися до докторського іспиту та писати дисертацію.
1861 року В.І. Дибковський захистив дисертацію на здобуття ступеня доктора на тему “Фізіологічне дослідження отрут, що специфічно діють на серце” у Медико-хірургічній академії (м.Санкт–Петербург) медицини під керівництвом російського фармаколога, токсиколога і судового медика Є.В. Пелікана. Даною працею він заклав основи фармакології серцево-судинних засобів. Його дисертація була високо оцінена російськими вченими І.М. Сєченовим та С.П. Боткіним.
У 1864 році за клопотанням Київського університету Дибковский був переведений на службу до міністерства народної освіти Російської імперії і в цьому ж році відправлений за кордон для подальшого навчання. Після повернення із закордонного відрядження, де В.І. Дибковський удосконалювався по експериментальній фізіології і фізіологічній хімії, і прочитання пробної лекції на тему: „Про вплив депресорного нерва на кровообіг” з демонстрацією відповідного досліду, у 1868 році  його обирають на посаду прозектора кафедри фізіології.
В 1868 році В.І. Дибковський був обраний професором кафедри фармакології і загальної терапії Київського університету Св. Володимира за рекомендаціями терапевта В.Т. Покровського і фізіолога В.Б. Томса.
Професором В.І. Дибковським та його учнями проведені фундаментальні дослідження з токсикології фосфору, які узагальнені у роботі „До теорії гострого отруєння фосфором”, експериментально обґрунтовані особливості всмоктування твердих та рідинних тіл з плевральної порожнини. Також були проведені дослідження з вивчення впливу значної кількості препаратів (ангар, гелебор, дигіталін та інші) на роботу серця. В хронічному експерименті досліджена реакція клітин центральної нервової системи на різні зовнішні подразники з використанням метода „вікна”, зробленого в твердій оболонці головного мозку.
12 червня 1870 р. раптово помер по дорозі до Києва в с.Гвоздів. Рання смерть не дозволила В.І. Дибковському закінчити розпочаті дослідження. Його учні (В. Яновський, М. Коробкін, І. Максимович, Л. Федоров, О. Мочутковський та ін.) вивчали фармакодинаміку атропіну, апоморфіну, деяких органічних сполук, виконали оригінальні дослідження з загальної фармакології.

## “Лекції з фармакології”
Підручник “Лекції з фармакології”, написаний В.І. Дибковським, став посібником для кількох поколінь лікарів. Перше видання даної праці вийшло в 1871 році, через рік після смерті В.І. Дибковського (підручник витримав чотири видання). Передмову до підручника написали професори університету Святого Володимира: анатом В.О. Бец, гістолог П.І. Перемежко і терапевт Н.А. Хржонщевський.
В “Лекціях з фармакології” було подано класифікацію лікарських засобів, обґрунтовано закономірності взаємодії лікарських речовин і організму, описано вплив препаратів на різні системи. Також розглянуто питання загальної фармакології, зокрема залежність дії лікарських речовин від їх фізико-хімічних властивостей, від стану організму.